# Тонсенг
Тонсе́нг, также тонгсе́нг (индон. tongseng) — традиционное мясное блюдо индонезийской кухни. Представляет собой подобие густого супа, реже — жидкого рагу.
Может готовиться из любых видов мяса, чаще всего — из баранины и козлятины — с добавлением различных овощей. Продукты варятся в воде или в смеси воды с кокосовым молоком с большим количеством специй и приправ. Особым многообразием рецептов тонсенга отличается родина этого блюда — Центральная Ява.

## Происхождение и распространение
Тонсенг является традиционным блюдом яванской кухни , в которой супы, приготовляемые на воде либо на кокосовом молоке, занимают значительное место. Родиной этого кушанья считается центральнояванская Суракарта: этот город и его окрестности отличаются особым многообразием рецептов тонсенга.
Исконно популярный среди жителей Центральной Явы, тонсенг со временем получил значительное распространение по всей Яве, а также на других островах Индонезии. Кроме того, приготовление этого блюда практикуется в общинах яванцев, проживающих за рубежом и фигурирует в меню этнических индонезийских ресторанах, в частности, в Европе.

## Приготовление и разновидности
Тонсенг в большинстве случаев готовится на кокосовом молоке, которое иногда используется в чистом виде, но чаще смешивается с водой. В то же время существует немало рецептов, предусматривающих варку продуктов в воде без добавления кокосового молока, а также в воде с добавлением небольшого количества коровьего молока.
Основным компонентом блюда является мясо — обычно наименее ценных категорий, преимущественно обрезь, снятая с костей — или птица. Чаще всего в ход идут баранина, козлятина и курятина, реже — говядина, буйволятина, утятина, конина. В ряде местностей, в особенности, в центральнояванской Джокьякарте, практикуется приготовление тонсенга из мяса животных и птиц, весьма экзотических в кулинарном плане: змей, летучих мышей, черепах, тупай, воробьёв (тушки мелких животных и птиц обычно варятся целиком). Субпродукты в этом блюде практически не используются — это отличает тонсенг от многих других традиционных блюд индонезийской кухни, в частности ренданга и гулая, которые также варятся в кокосовом молоке или его смеси с водой.

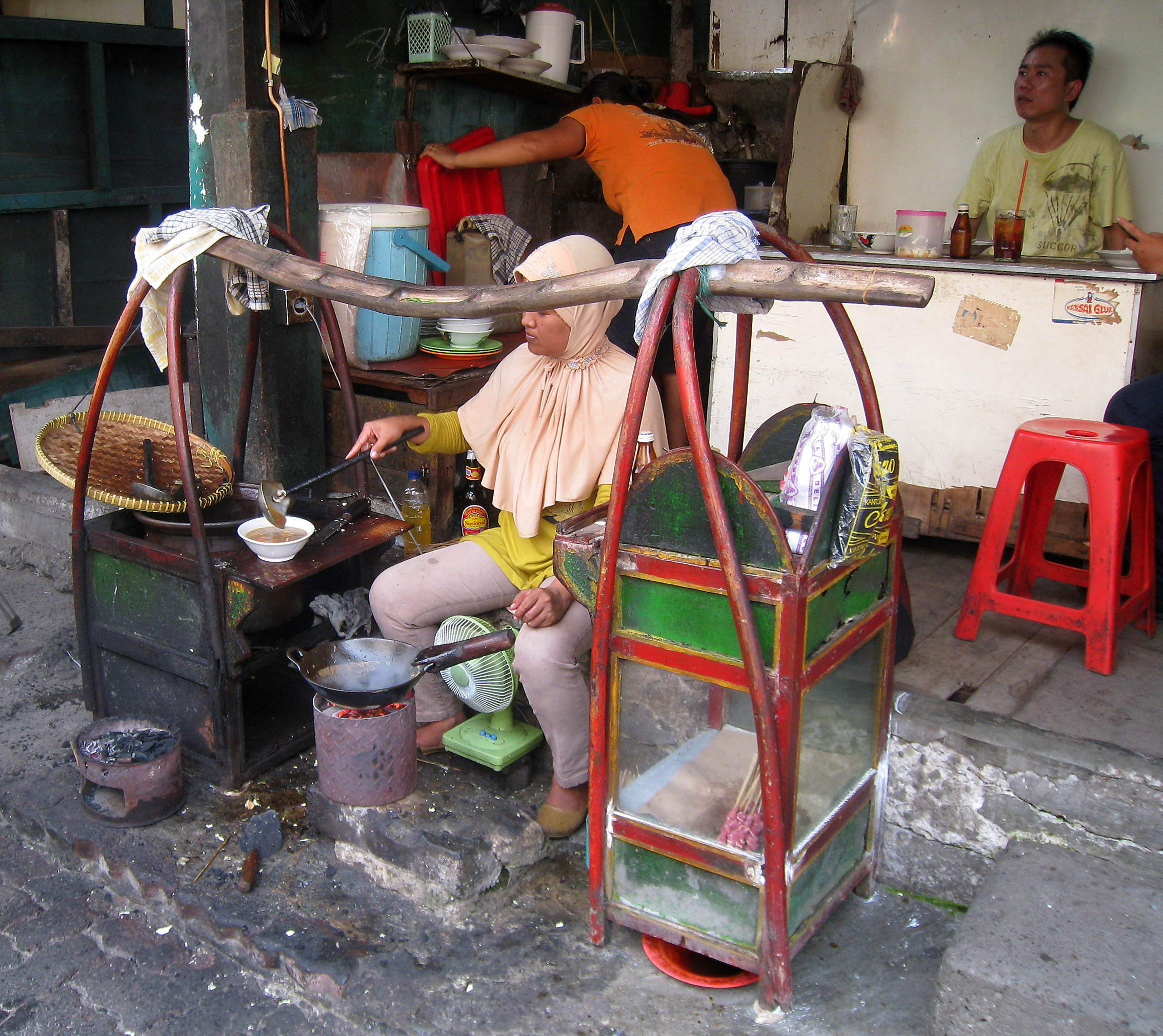
Уличная торговка тонсенгом. Джакарта

Помимо мяса, ингредиентами тонсенга неизменно являются овощи, которые добавляются в это блюдо в достаточно большом количестве — обычно, сопоставимом с количеством мяса. Это служит ещё одним существенным отличием тонсенга от ренданга и гулая, в которые овощи добавляются лишь иногда и совсем понемногу. Чаще всего для приготовления тонсенга используются капуста, картофель, репчатый лук, морковь, помидоры, стручковая фасоль, иногда также вигна, цветная капуста, водяной шпинат, чайот съедобный. Помимо овощей могут использоваться некоторые виды фруктов, например, мякоть плодов джекфрута и хлебного дерева, а также тофу, темпе и грибы. Существует даже некоторое количество рецептов вегетарианского тонсенга, в которых используется несколько видов овощей или же смесь овощей с грибами, тофу либо темпе. Так, например, грибной тонсенг является кулинарным специалитетом территории, прилегающей к храмовому комплексу Боробудур.
Нарезанное небольшими кусочками мясо обжаривается в пальмовом масле, в котором предварительно разогревается весьма внушительный набор измельчённых специй и пряностей. В последний, как правило, входят чеснок, лук-шалот, душистый перец, перец чили, калган, лавровый лист, цимбопогон, лумбанг, кориандр, имбирь. Обжаренное мясо заливается водой либо смесью воды с кокосовым или обычным молоком, после чего блюдо варится на медленном огне. По ходу варки в него добавляются нарезанные овощи, а также — практически всегда — соевый соус и сок тамаринда, и, иногда, пальмовый сахар, соль, плоды и листья лайма.
В готовом виде тонсенг представляет собой густой суп, жидкая часть которого обычно имеет светло-коричневый или тёмно-кремовый цвет. Некоторые виды этого блюда, имеющие густую консистенцию, больше похожи на рагу или стью. Большое количество специй придает блюду весьма острый вкус и пряный аромат.

## Подача и употребление
Тонсенг не только является популярным блюдом домашней кухни, но и часто подаётся в заведениях общественного питания, а также продается базарными и уличными лоточниками. Есть его принято в горячем виде как можно скорее после приготовления. Иногда перед подачей его посыпают крупуком или жареным луком.
В качестве гарнира к этому блюду, как правило, подаётся варёный рис. Иногда тонсенг добавляется в качестве заправки в варёную лапшу: такое смешанное кушанье популярно, в частности, на Центральной Яве.